# كيفن دوولي
كيفن دوولي (بالإنجليزية: Kevin Dooley)‏ هو محرر أمريكي، ولد في 7 يناير 1953.